# Штадлерн
Штадлерн (нім. Stadlern) — громада в Німеччині, розташована в землі Баварія. Підпорядковується адміністративному округу Верхній Пфальц. Входить до складу району Швандорф. Складова частина об'єднання громад Шензе.
Площа — 10,55 км2. Населення становить 520 ос. (станом на 31 грудня 2020).